# Liste der Kulturdenkmale in Großkorbetha
Die Liste der Kulturdenkmale in Großkorbetha enthält die Kulturdenkmale des Landesamtes für Denkmalpflege und Archäologie in Sachsen-Anhalt in der Weißenfelser Ortschaft Großkorbetha mit dem Ortsteil Kleinkorbetha und ist eine Teilliste der Liste der Kulturdenkmale in Weißenfels. Grundlage ist das Denkmalverzeichnis des Landes Sachsen-Anhalt, das auf Basis des Denkmalschutzgesetzes des Landes Sachsen-Anhalt, welches am 21. Oktober 1991 durch das Landesamt erstellt und seither laufend ergänzt wurde (Stand: 31. Dezember 2024).

## Legende
In den Spalten befinden sich folgende Informationen:
- Lage: Nennt den Straßennamen und wenn vorhanden die Hausnummer des Kulturdenkmals. Die Grundsortierung der Liste erfolgt nach dieser Adresse. Der Link „Karte“ führt zu verschiedenen Kartendarstellungen und nennt die geographischen Koordinaten.
Link zu einem Kartenansichtstool, um Koordinaten zu setzen. In der Kartenansicht sind Baudenkmale ohne Koordinaten mit einem roten bzw. orangen Marker dargestellt und können in der Karte gesetzt werden. Baudenkmale ohne Bild sind mit einem blauen bzw. roten Marker gekennzeichnet, Baudenkmale mit Bild mit einem grünen bzw. orangen Marker.
- Offizielle Bezeichnung: Nennt den Namen, die Bezeichnung oder zumindest die Art des Kulturdenkmals und verlinkt, soweit vorhanden, auf den Artikel zum Objekt.
- Beschreibung: Nennt bauliche und geschichtliche Einzelheiten des Kulturdenkmals, vorzugsweise die Denkmaleigenschaften.
- Erfassungsnummer: Für jedes Kulturdenkmal wird in Sachsen-Anhalt eine 20stellige Erfassungsnummer vergeben. Die letzten zwölf Ziffern werden für die Untergliederung nach Teilobjekten genutzt und werden nur angegeben, soweit vergeben. In dieser Spalte kann sich folgendes Icon  befinden, dies führt zu Angaben zu diesem Baudenkmal bei Wikidata.
- Ausweisungsart: Die Einordnung des Denkmales nach § 2 Abs. 2 DenkmSchG LSA
- Bild: Ein Bild des Denkmales, und gegebenenfalls einen Link zu weiteren Fotos des Kulturdenkmals im Medienarchiv Wikimedia Commons. Wenn man auf das Kamerasymbol klickt, können Fotos zu Kulturdenkmalen aus dieser Liste hochgeladen werden:

## Kulturdenkmale

### Großkorbetha
| Lage                                                                                 | Bezeichnung                 | Beschreibung                             | Erfassungs- nummer | Ausweisungsart | Bild           |
| ------------------------------------------------------------------------------------ | --------------------------- | ---------------------------------------- | ------------------ | -------------- | -------------- |
| Am Bahnhof Bahnhofsgelände, nördlich des Bahnhofsgebäudes (Karte)                    | Wasserturm                  |                                          | 094 66137          | Baudenkmal     | Weitere Bilder |
| An der Kirche (Karte)                                                                | Kirche                      | St. Martin                               | 094 12174          | Baudenkmal     | Weitere Bilder |
| An der Kirche 5 (Karte)                                                              | Bauernhof                   |                                          | 094 12187          | Baudenkmal     | BW             |
| Bahnhofstraße 1, 2, 3 (Karte)                                                        | Häusergruppe                | Reichsbahn-Wohnhäuser                    | 094 80013          | Baudenkmal     | BW             |
| Bahnhofstraße 10 (Karte)                                                             | Gaststätte                  | Ratsschänke                              | 094 12186          | Baudenkmal     | BW             |
| Bahnhofstraße 18 (Karte)                                                             | Bauernhof                   |                                          | 094 12189          | Baudenkmal     | BW             |
| Brunnenstraße 4 (Karte)                                                              | Bauernhof                   |                                          | 094 12188          | Baudenkmal     | Bauernhof      |
| Brunnenstraße 8 (Karte)                                                              | Wohnhaus                    |                                          | 094 80028          | Baudenkmal     | BW             |
| Gniebendorfer Straße 1, 2, 3, 4, 5, 6, 7, 8, 9, 10, 11, 12, 13 (Karte)               | Straßenzug                  | Straßenzug                               | 094 12183          | Denkmalbereich | Straßenzug     |
| Harnackplatz                                                                         | Gedenkstein                 | Gedenkstein 2024 als Denkmal ausgewiesen | 094 19041          | Kleindenkmal   |                |
| Karl-Marx-Platz (Karte)                                                              | Kriegerdenkmal Großkorbetha | Kriegerdenkmal                           | 094 12177          | Baudenkmal     | BW             |
| Karl-Marx-Platz 1, 2 (Karte)                                                         | Häusergruppe                |                                          | 094 80029          | Denkmalbereich | BW             |
| Kaynaer Straße, Merseburger Straße, Merseburger Straße / Ecke Kaynaer Straße (Karte) | Wasserturm                  |                                          | 094 12176          | Baudenkmal     | Weitere Bilder |
| Kirschbergstraße 1, Weißenfelser Straße 11, 13, 15, 17 (Karte)                       | Straßenzeile                |                                          | 094 12190          | Denkmalbereich | BW             |
| Lützener Straße 15, 17, 18a, 19, 20, 21, 22, 24, 26, 28, 30, (Karte)                 | Straßenzug                  |                                          | 094 12182          | Denkmalbereich | BW             |
| Mühlweg 1 (Karte)                                                                    | Mühle                       |                                          | 094 09977          | Baudenkmal     | Weitere Bilder |
| Weißenfelser Straße 4 (Karte)                                                        | Pfarrhof                    |                                          | 094 12179          | Baudenkmal     | BW             |
| Weißenfelser Straße 5 (Karte)                                                        | Bauernhof                   |                                          | 094 12184          | Baudenkmal     | BW             |

### Kleinkorbetha
| Lage                                   | Bezeichnung    | Beschreibung | Erfassungs- nummer | Ausweisungsart | Bild           |
| -------------------------------------- | -------------- | --- | ------------------ | -------------- | -------------- |
| westlich der Kirche (Karte)            | Denkmal        | Torso eines Lutherdenkmals von 1817, Sockel mit Inschrift                                                                              | 094 10502          | Baudenkmal     | Weitere Bilder |
| vor der Westfassade der Kirche (Karte) | Kriegerdenkmal | Kriegerdenkmäler für die Kriege 1870/71 und 1914–1918                                                                                  | 094 10495          | Baudenkmal     | Weitere Bilder |
| Berggasse 12 (Karte)                   | Toranlage      | Hofeinfahrt aus drei Sandsteinpfosten mit kuppelförmiger Abdeckung, Schlussstein mit Jahreszahl 1811                                   | 094 10511          | Baudenkmal     | BW             |
| Dürrenberger Straße 2 (Karte)          | Kirche         | Dorfkirche, erbaut im Rundbogenstil im Jahr 1855                                                                                       | 094 10465          | Baudenkmal     | Weitere Bilder |
| Fährstraße 5 (Karte)                   | Bauernhof      | | 094 10666          | Baudenkmal     | BW             |
| Fährstraße 23 (Karte)                  | Gasthof        | Ehemaliger Gasthof „Zum goldenen Adler“, zweigeschossiger Putzbau mit Walmdach, Portal mit Schlussstein aus Sandstein, 18. Jahrhundert | 094 10573          | Baudenkmal     | Gasthof        |

## Ehemalige Kulturdenkmale

### Großkorbetha
| Lage                                         | Bezeichnung | Beschreibung | Erfassungs- nummer | Ausweisungsart | Bild       |
| -------------------------------------------- | ----------- | ------------ | ------------------ | -------------- | ---------- |
| Bahnhofstraße 22 (Karte)                     | Villa       |              | 094 12175          |                | BW         |
| Saalestraße 7, 9, 11, 12, 13, 14, 15 (Karte) | Straßenzug  |              | 094 12181          |                | Straßenzug |

### Kleinkorbetha
| Lage                        | Bezeichnung | Beschreibung | Erfassungs- nummer | Ausweisungsart | Bild |
| --------------------------- | ----------- | ------------ | ------------------ | -------------- | ---- |
| Bothfelder Straße 4 (Karte) | Wohnhaus    |              | 094 10591          |                | BW   |
| Fährstraße 19 (Karte)       | Bauernhof   |              | 094 10562          |                | BW   |